# Kovkasti lijev
Kovkasti lijev ili temper lijev je vrsta lijevanog željeza, a to je takva legura željeza i ugljika koja u sirovom odljevenom obliku ima bijeli prijelom. Naknadnom toplinskom obradom (decementacijskim žarenjem) postiže se raspadanje cementita i izlučivanje grafita (crni kovkasti lijev) ili razugljičenje lijeva (bijeli kovkasti lijev).
Decementacijskim žarenjem (temperiranjem) dobiva se na žilavosti odljevka. Žarenje se naročito primjenjuje za manje predmete složenog oblika, koji moraju imati dobra mehanička svojstva, a bilo bi ih preskupo izrađivati kovanjem, dok bi lijevanje takvih predmeta od čeličnog lijeva bilo otežano. Ako se odljevak žari u oksidacijskoj atmosferi, ugljik oksidira, a prijelom tako obrađenog odljevka je bijel. Odljevak će imati sivi prijelom ako se žari u neutralnoj atmosferi, jer će se grafit izlučivati u obliku sitnih čvorića. Zbog fine i ravnomjerne raspodjele grafita materijal ima bolja mehanička svojstva nego sivi lijev. Prema svojim svojstvima kovkasti lijev se nalazi između sivog lijeva i čeličnog lijeva.
Sirovi (neobrađeni) kovkasti lijev ima podeutektički sastav. Sastav zasipa mora biti takav da skrućeni odljevak ima bijeli prijelom i da raspadanje cementita pri žarenju bude što potpunije i što brže. Zahtijeva se bijeli prijelom, jer bi inače grafitni listići smanjili čvrstoću odljevka. Tom se zahtjevu moraju prilagoditi količine ugljika, silicija, mangana i fosfora, a u obzir treba uzeti i debljinu stijenki. 

## Žarenje kovkastog lijeva
Žarenjem ili temperiranjem kovkastog lijeva na određenim temperaturama postiže se raspadanje cementita.

### Žarenje crnog kovkastog lijeva
Bijeli tvrdi lijev žari se u neutralnoj atmosferi, pri čemu se raspada cementit, dok se ugljik izlučuje kao grafit u obliku čvorića. Odljevci se žare na temperaturama od 850 do 1050 ºC, sve dok se ne raspadne cementit (prvi stupanj grafitizacije). Nakon raspada cementita odljevak se hladi ispod kritične temperature da bi se ugljik, koji se nalazi u krutoj otopini, izlučio kao grafit (drugi stupanj grafitizacije). Neutralna se atmosfera postiže tako da se odljevci pri žarenju stavljaju u pijesak koji sprječava da oksidirajući plinovi dopru do odljevka, ili se pak žarenje provodi u zaštitnoj atmosferi. Normalan ciklus žarenja crnog kovkastog lijeva ovisi o debljini odljevka i traje 50 do 120 sati. 
Crni kovkasti lijev obično ima feritnu strukturu. Kad se zahtijeva veća čvrstoća, primijenjuje se perlitni kovkasti lijev. Perlitna struktura može se postići ako se pri žarenju obavi samo prvi stupanj grafitizacije. S obzirom na različitu osnovnu strukturu (perlitno-grafitna, odnosno feritno-perlitno-grafitna) žarenjem se postižu i različita mehanička svojstva.

### Žarenje bijelog kovkastog lijeva
Žarenje bijelog kovkastog lijeva sastoji se od dvije faze: raspadanje cementita pri visokoj temperaturi i razugljičenja. Cementit se raspada žarenjem na temperaturama od 950 do 1050 ºC, dok se razugljičenje postiže žarenjem odljevaka u oksidacijskoj atmosferi. Temperatura žarenja je viša nego pri žarenju crnog kovkastog lijeva. Trajanje žarenja na maksimalnoj temperaturi ovisi o debljini stijenki odljevka, o kemijskom sastavu i o vrsti oksidanta. Postupak žarenja traje od 100 do 160 sati. 
Žarenje odljevaka u oksidacijskoj atmosferi se sve više primjenjuje. Reakcijska je atmosfera sastavljena od CO2, CO, H2O i N2. Na razugljičenje na površini odljevka utječu temperatura, sastav plina i kemijski sastav odljevka. Razugljičuje se oksidacijom ugljika (Boudouardova ravnoteža):
2CO {\displaystyle \rightleftharpoons } CO2 + C
Reakcijski se plin prvo veže s ugljikom na površini odljevka, pa se površina brzo razugljiči, ali premala brzina difuzije koči proces ako su odljevci deblji od 6 mm. U toku razugljičenja oksidacijska atmosfera postaje sve bogatija s CO, pa je treba obnavljati da se postupak ne bi suviše produljio. Oksidacijska se atmosfera obnavlja upuhivanjem vodene pare, zraka, butana i njihovih mješavina.

## Struktura kovkastog lijeva
Pravilno odžareni (temperirani) predmeti od bijelog kovkastog lijeva (do 6 mm) moraju imati feritnu strukturu na cijelom prijelomu. Odljevci s debljim stijenkama nemaju homogeni prijelom, već pojedini slojevi polagano prelaze jedan u drugi. U odljevku se mogu stvoriti 3 sloja: vanjski sloj ferita (u kojem se cementit potpuno raspao, a ugljik je oksidiran), srednji sloj perlita i ferita (u kojem je ugljik samo djelomično oksidiran) i unutrašnji sloj perlita, često i temperiranog grafita. Struktura odljevka od crnog kovkastog lijeva po cijelom je presjeku feritna sa sitnim čvorićima grafita. Debljina stijenki odljevka nema utjecaja na strukturu. Brzim hlađenjem do ispod kritične točke nastaje perlit. Toplinskom se obradom dobivaju međustrukture, što poboljšava mehanička svojstva lijeva. Potrebna svojstva bijelog i crnog kovkastog lijeva propisuje HRN C.J2.021.